# Katarina Lavtar
Katarina Lavtar Pogačnik, slovenska alpska smučarka, * 23. marec 1988, Zasip.
Katarina Lavtar Pogačnik je članica smučarskega kluba Radovljica. V svetovnem pokalu je debitirala 7. marca 2009 na Svetovnem pokalu v alpskem smučanju.  Z visoko startno številko, ko je trenirala in tekmovala še izven reprezentance,  je že na svojem prvem nastopu za svetovni pokal osvojila točke in se uvrstila na 26 mesto. Zaradi nepreverjene opreme je bila na koncu diskvalificirana. Članica slovenske državne reprezentance, je postala čez nekaj let. Bila je večkratna državna prvakinja v veleslalomu,tako v Sloveniji, kot na ostalih državnih prvenstvih v Nemčiji, na Slovaškem in Hrvaškem. Bila je redna zmagovalka mednarodnih fis tekmovanj tako v slalomu, kot v veleslalomu.  V evropskem pokalu se je z visokimi startnimi številkami uvrščala med deseterico.  Prvič je osvojila točke svetovnega pokala 26. oktobra 2013, ko je na veleslalomu v Söldnu zasedla devetindvajseto mesto. Kasneje se je kot članica reprezentance zlasti v veleslalomu uvrščala med trideseterico najboljših- st.Moritz, Are, Courchevel, Maribor, Jasna, st Catherina, marca 2014  v švedskem Åreju 13. mesto. Za Slovenijo je nastopila na Zimskih olimpijskih igrah 2014 v Sočiju, kjer je v veleslalomu osvojila 20. mesto. Športno pot je zaključila pri 29 letih. Po dokončanem študiju na Gradbeni fakulteti je pridobila naziv mag. Vodarstva in okoljskega inženirstva. 